# Lichtschachtsucher

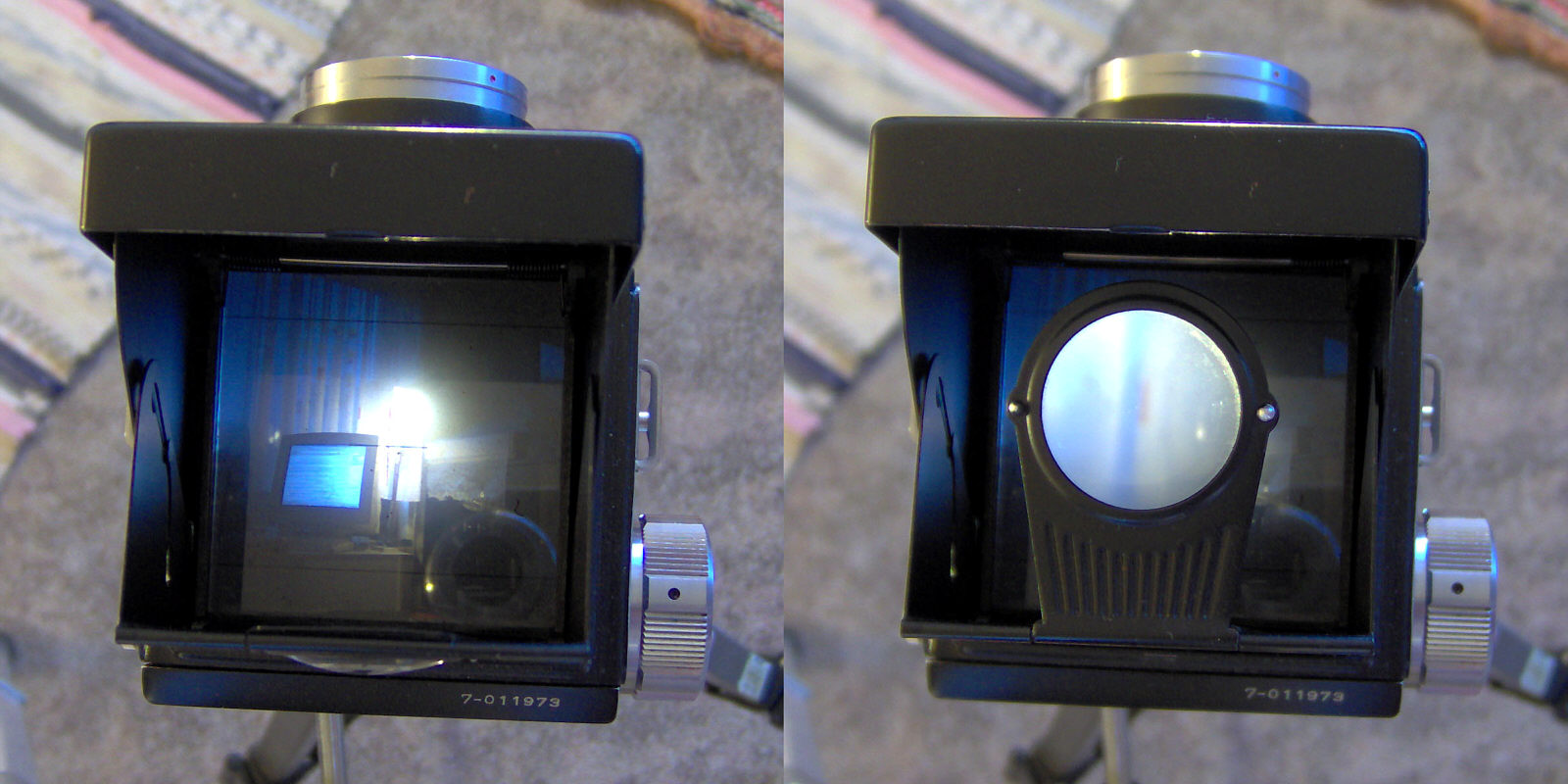
Der Lichtschachtsucher einer zweiäugigen 6x6-Spiegelreflexkamera, rechts mit ausgeklappter Lupe zur Beurteilung der Scharfeinstellung

Ein Lichtschachtsucher ist eine technische Einrichtung bei Fotoapparaten – meist Mittel- oder Großformatkameras.
Bei Spiegelreflexkameras wird das Bild auf eine Einstellscheibe (Mattscheibe) projiziert, um dem Fotografen eine Beurteilung und Fokussierung des Motivs zu ermöglichen. Die Einstellscheibe befindet sich gegenüber der optischen Achse des Objektivs um 90 Grad verschwenkt auf der Oberseite der Kamera.
Bei einem Lichtschachtsucher besteht die Möglichkeit, direkt von oben auf die Einstellscheibe zu blicken. Der Lichtschacht dunkelt zudem das helle Umgebungslicht ab und hilft somit, das Bild besser zu erkennen. Die am weitesten verbreitete Form des Lichtschachts ist eine faltbare Konstruktion, die aufgerichtet vier Seitenwände bildet. Oft lässt sich eine Lupe zur Vergrößerung des Bildes auf der Einstellscheibe aus einer der Seitenwände herausklappen oder ein Sucher (mit oder ohne Belichtungsmessung) mit einem Pentaprisma (Dachkantenprisma) und Einblick von hinten auf den Lichtschacht aufsetzen.
Bei Mittelformatkameras lässt sich die Vorderfront des Lichtschachtsuchers häufig zurückklappen; die waagrechte Durchsicht bezeichnet man traditionell als Sportsucher (was den realen Hintergrund hat, dass das seitenverkehrte Bild und die Haltung des Lichtschachtsuchers sich für schnell bewegte Motive kaum eignet).
Das Bild erscheint im Lichtschachtsucher aufrecht, aber seitenverkehrt.
Diese Sucherart wird bei manchen professionellen Kleinbildkameras und bei vielen Mittelformatkameras angeboten. Aus fotografischer Sicht bietet der Lichtschachtsucher einige Vorteile:
- Durch den Einblick von oben in die Kamera können die Aufnahmen leichter aus einer niederen Aufnahmeposition vorgenommen werden (z. B. für die Porträtfotografie).
- Viele Menschen fühlen sich durch das Fotografieren weniger belästigt, wenn der Fotograf mit dem Kopf nach unten in den Lichtschacht blickt, anstatt direkt mit der Kamera auf das Modell zu „zielen“.

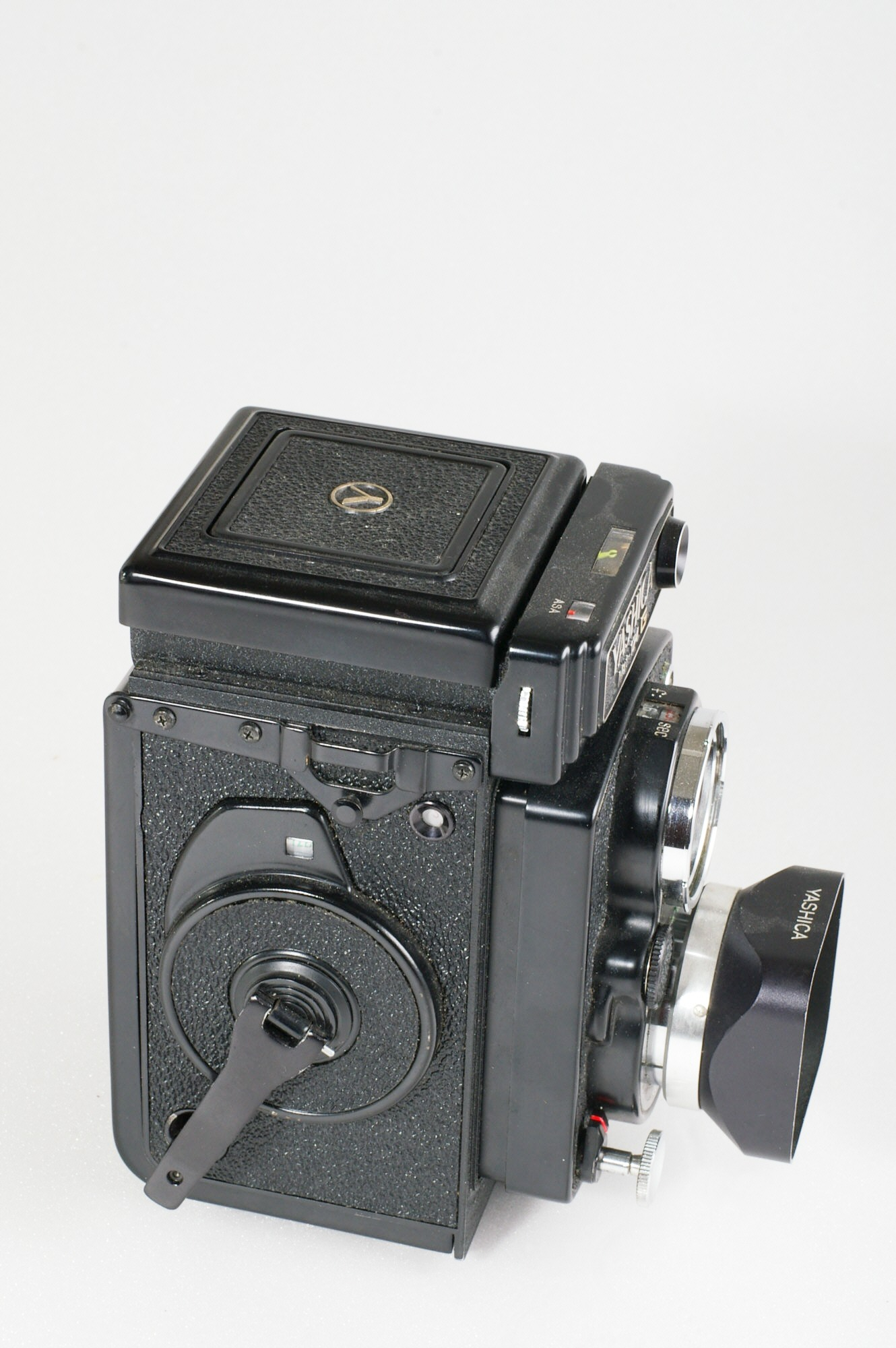
Faltlichtschachtsucher geschlossen …
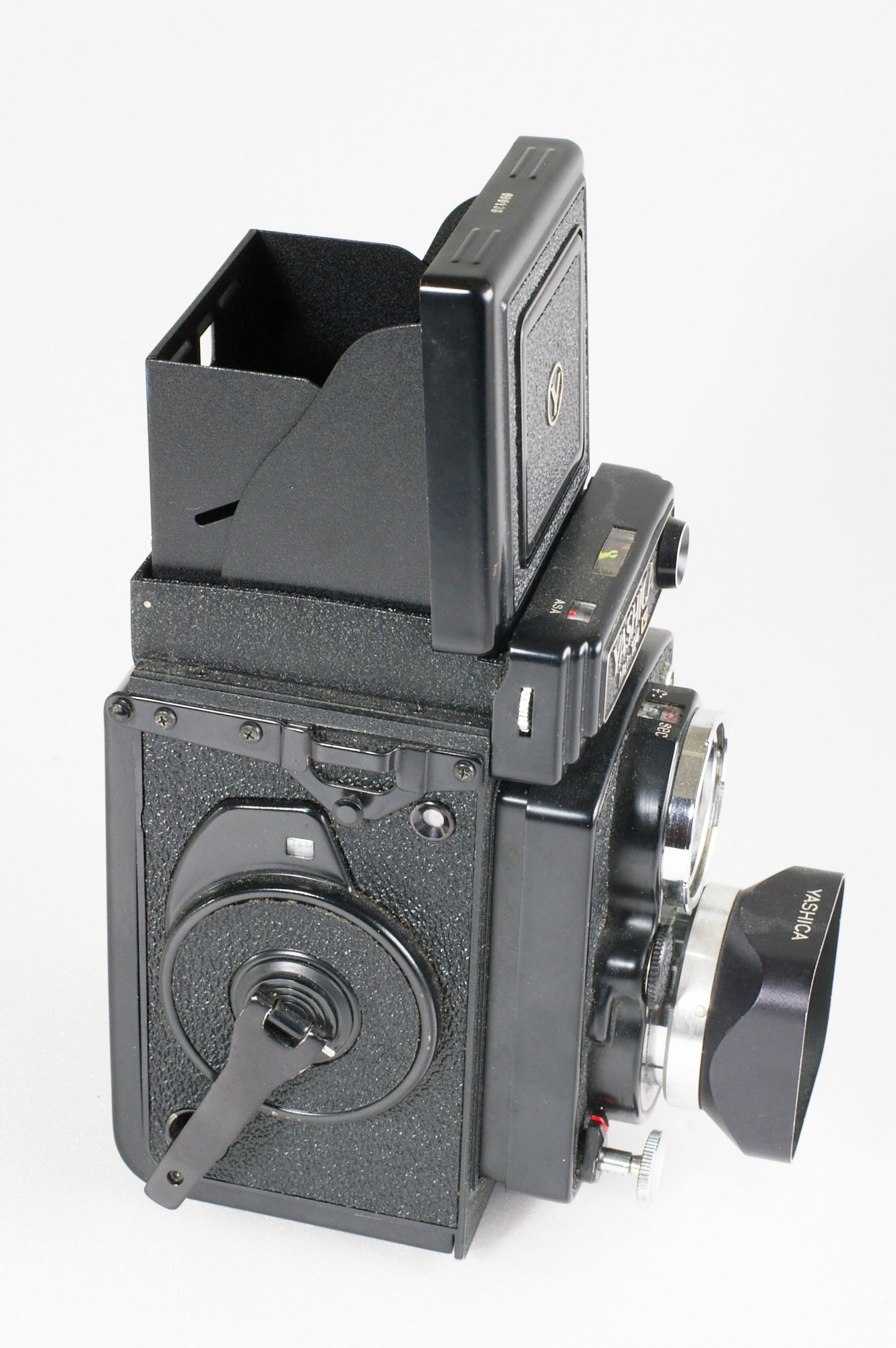
… und aufgeklappt
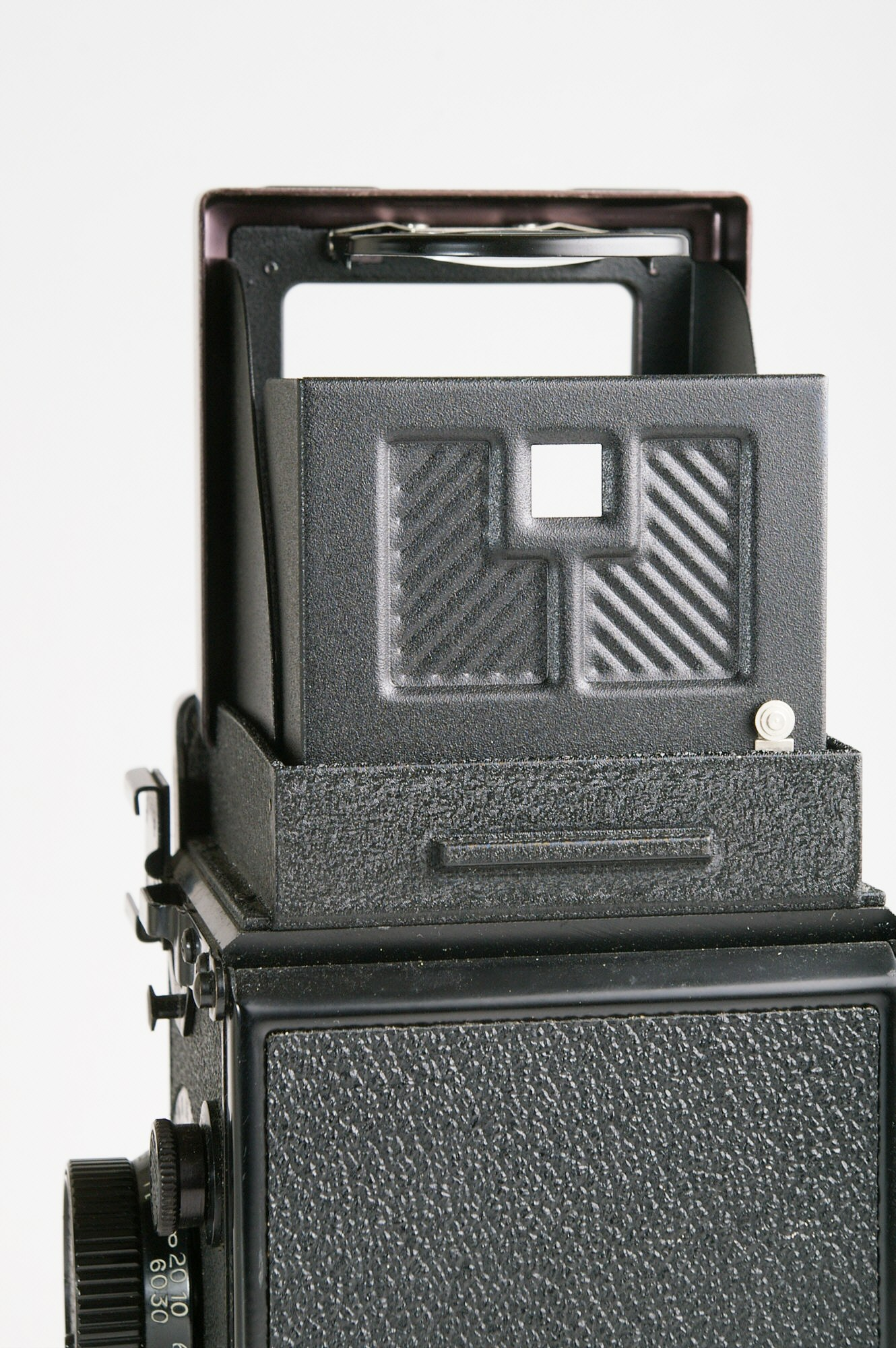
Funktion als Sportsucher

- Bei längerer Beobachtungsdauer, beispielsweise in der Naturfotografie, ist die Nutzung eines Lichtschachtsuchers für die Augen wesentlich entspannender.
- Aufnahmen in Bodennähe (Froschperspektive) oder über Kopf (über ein Hindernis hinweg) sind naturgemäß mit einem LS einfacher zu gestalten, allerdings hat ein Winkelsucher am Prismensucher etwa den gleichen Effekt.

Nachteile:
- Hochformataufnahmen sind freihändig beinahe unmöglich, da die spiegelverkehrten Bewegungsabläufe kaum zu beherrschen sind, daher ist der Lichtschachtsucher vor allem bei Mittelformatkameras 6 × 6 verbreitet, bei denen es ein Hochformat nicht gibt.
- Der avantgardistische russische Fotograf und Künstler Alexander Michailowitsch Rodtschenko (1891–1956) polemisierte bereits in den 1920er Jahren gegen die „Bauchnabelperspektive“, die der Lichtschachtsucher beinahe regelmäßig erzwingt und tat in der Gestaltung seiner Aufnahmen alles, um ebendiese zu konterkarieren.

Im Gegensatz zum klassischen Lichtschachtsucher findet man jedoch bei den meisten Kleinbild-Spiegelreflexkameras statt eines Lichtschachts einen Sucher, der den Blick auf die Einstellscheibe über ein fest eingebautes Pentaprisma oder ein entsprechendes Spiegelsystem ermöglicht. Damit ist aber nur ein Einblick von der Rückseite der Kamera in den Sucher möglich. Um einen Einblick von oben in diese Sucher zu gestatten (bzw. um die Kamera sinnvoll z. B. an einem Reprostativ nutzen zu können), sind Winkelsucher erhältlich.
Einige KB-Systemkameras bieten bzw. boten auswechselbare Sucher, so dass auch hier Lichtschachtsucher zum Einsatz kommen können.

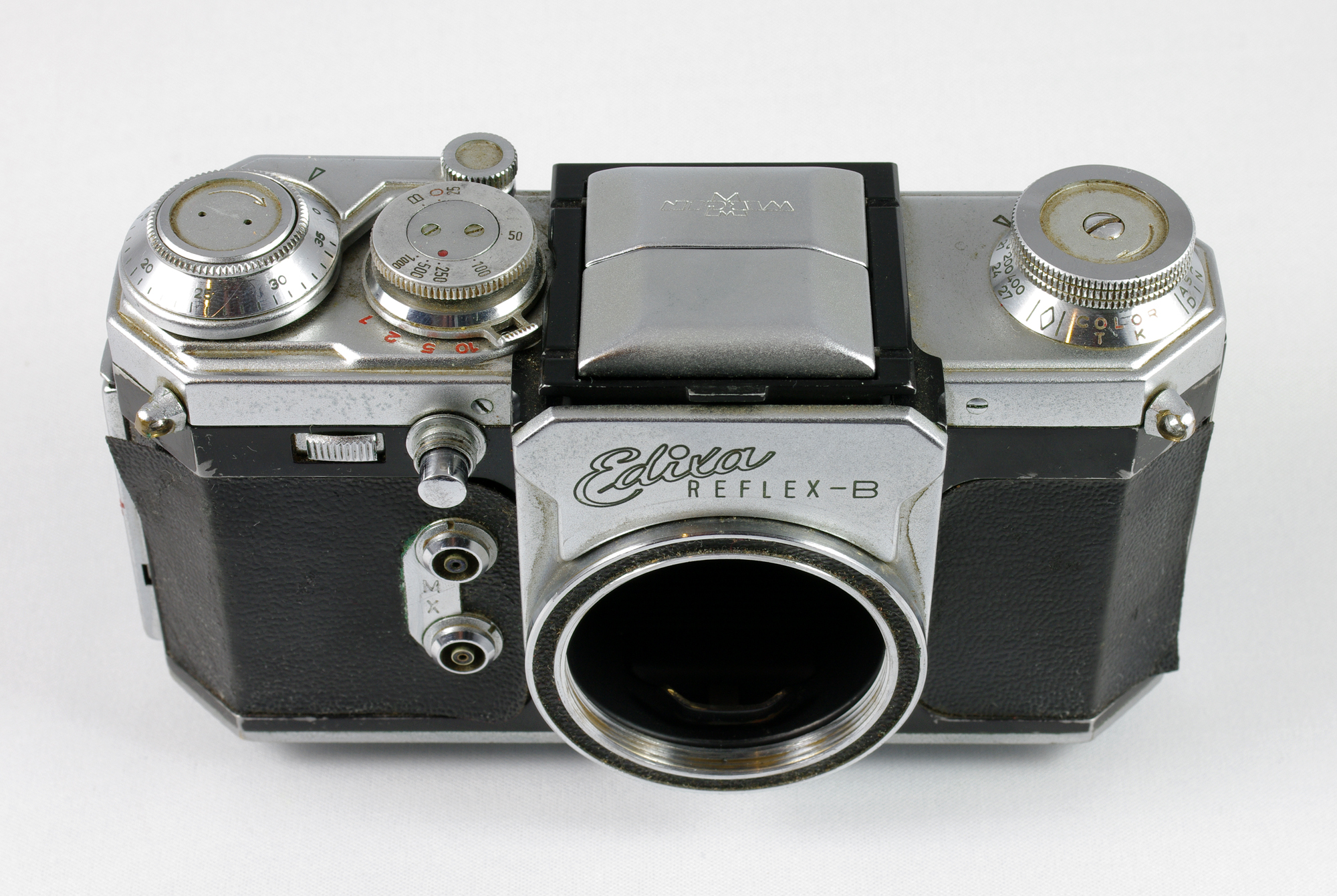
Edixa Reflex-B (Kleinbild-SLR), mit geschlossenem Lichtschachtsucher
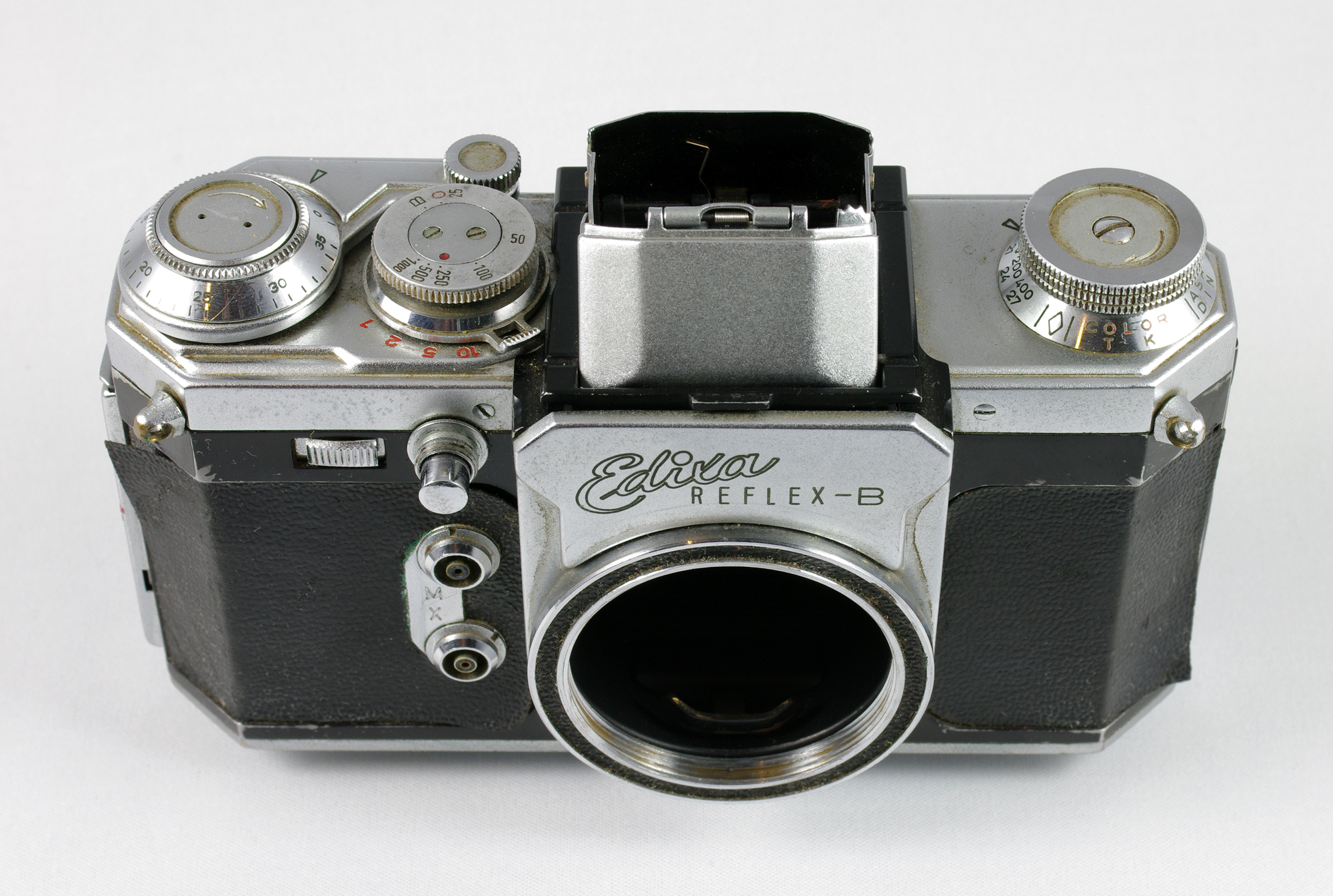
Edixa Reflex-B, mit offenem Lichtschachtsucher
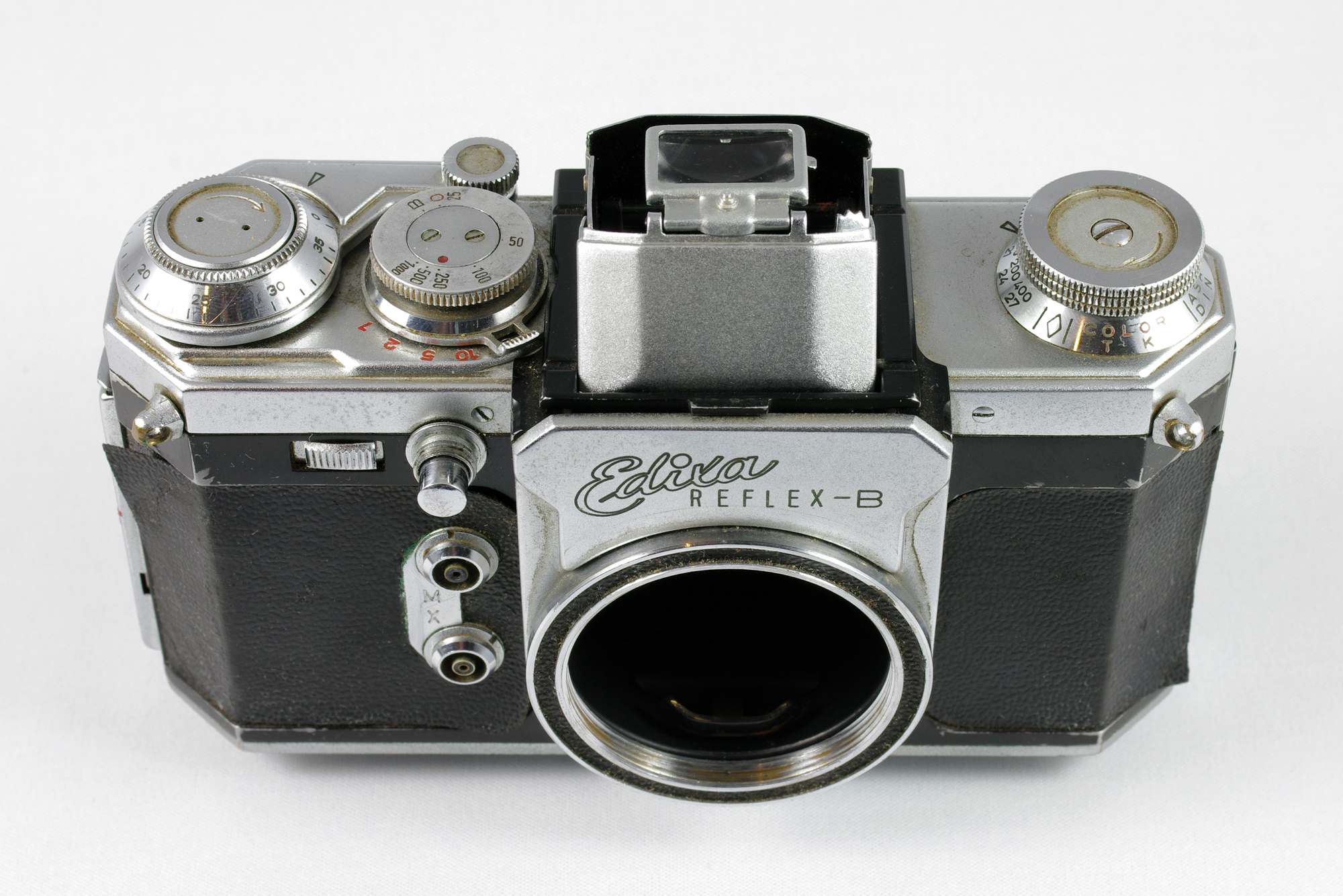
Edixa Reflex-B, Lichtschachtsucher und aufgeklappte Lupe
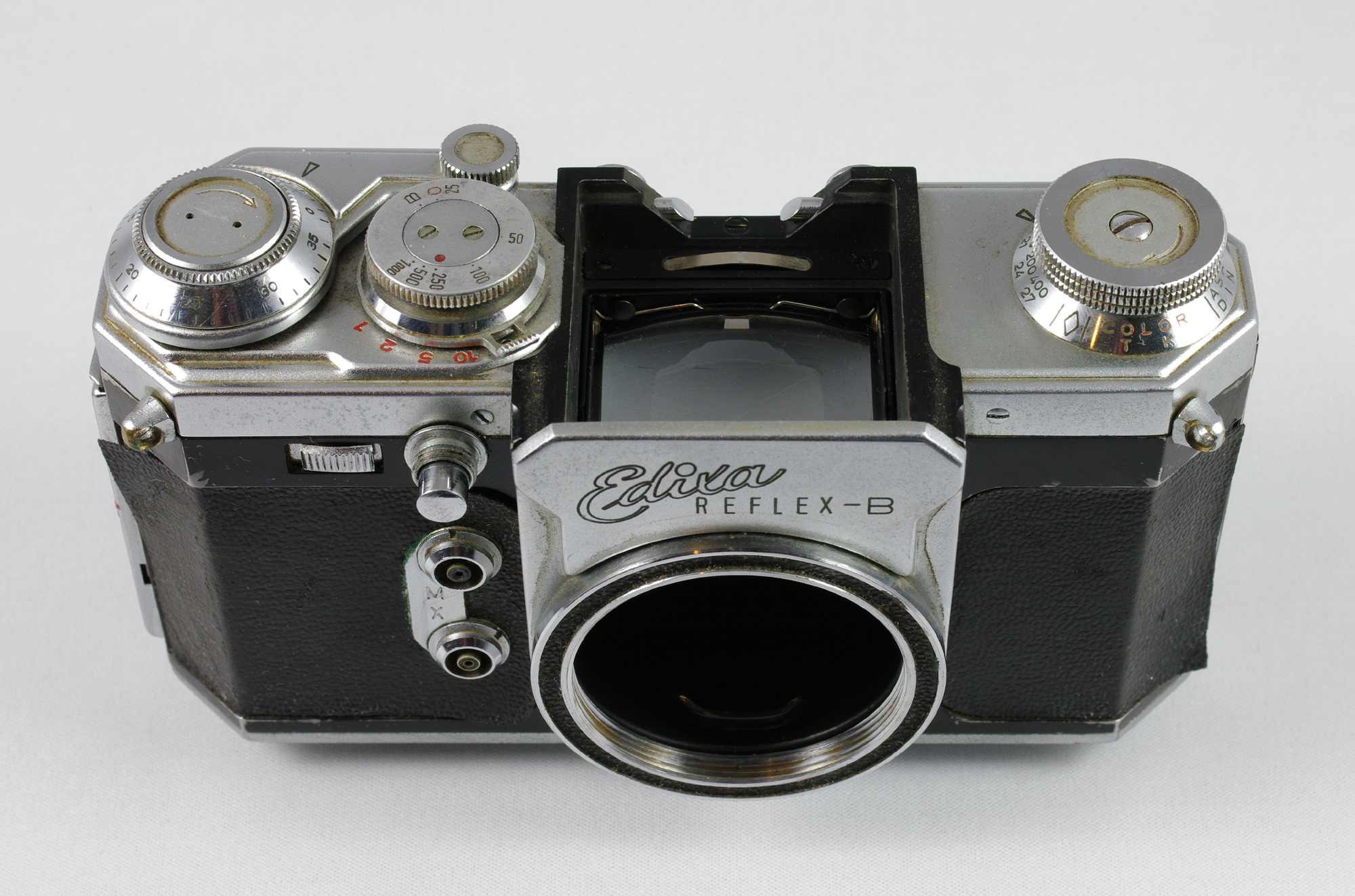
Edixa Reflex-B, ohne Suchereinheit (= Wechselsucher)